# Frank Ryan
Frank Ryan (Bottomstown, Limerick, 1902 - Loschwitz, Dresde, 1944) fue un dirigente político irlandés, periodista y miembro del Ejército Republicano Irlandés (IRA). Estuvo varias veces preso y se integró en las Brigadas Internacionales durante la guerra civil española. Ryan era el oficial irlandés más importante en las Brigadas Internacionales.

## El joven republicano
Ryan nació cerca de Limerick en 1902. Asistió a la University College de Dublín, donde se unió al Ejército Republicano Irlandés en el final de la Guerra Anglo-Irlandesa. Dejó sus estudios poco después para unirse a la Brigada de IRA en el este de Limerick. Participó en la guerra civil irlandesa en 1922. Enfrentado contra el Tratado Anglo-Irlandés, Ryan fue encarcelado por el Estado Libre Irlandés y fue liberado más tarde tras lo cual regresó a la Universidad en Dublín. Pasó un tiempo como profesor, enseñando el idioma irlandés, y también trabajó como un periodista. Mientras tanto había sido nombrado miembro del Ejecutivo del Ejército dentro del IRA.

## Republican Congress
En 1933, junto con Peadar O'Donnell y George Gilmore rompió con el IRA debido a los problemas sociales. Juntos formaron el Republican Congress. Esta era una organización socialista que apoyó a los obreros, trabajadores y pequeños agricultores de Irlanda. El Congress ofreció nuevas políticas radicales en el bienestar social, la vivienda social y la agricultura. El enemigo eran los elementos derechistas de Irlanda. Los periódicos derechistas, los grandes agricultores, la Iglesia católica, los empresarios y los propietarios y, especialmente, los Blueshirts. Los Blueshirts eran una organización paramilitar de carácter profascista fundada por Oliver Flanagan y Eoin O'Duffy. Ellos sirvieron como guardaespaldas en los mítines de los partidos de derecha. Sin embargo, el propio Congreso sufrió una escisión y había divisiones a causa de diferentes políticas. En 1936 no estaba en condiciones de celebrar reuniones o participar en manifestaciones sin sufrir el escrutinio y los ataques de los grupos antisocialistas.

## La cuestión de España
En 1936, cuando la guerra civil española comenzó, Ryan creyó inicialmente que los problemas de Irlanda se debían colocar en primer lugar. Peadar O'Donnell había estado en Barcelona cuando empezó la guerra y había visitado el Frente de Aragón con los anarquistas. A pesar de ello O'Donnell sostuvo la misma opinión. El Partido Comunista de Irlanda ya estaba emprendiendo el reclutamiento para las Brigadas Internacionales. Entonces, el Congreso envió un telegrama en reconocer la República Española. La reacción de la jerarquía católica en Irlanda causó la réplica de Ryan, que no tardó en responder en los periódicos:
Sin embargo, las reacciones de la Iglesia Católica irlandesa y los periódicos derechistas hicieron que España se convirtiera en una importante agenda del Republican Congress. Cuando Eoin O'Duffy comenzó a reclutar hombres en Irlanda para luchar del lado de Francisco Franco, un pequeño número de socialistas y comunistas irlandeses y hombres del IRA fue a luchar en el bando republicano español.

## Llegada a España
Originalmente Ryan iba a permanecer en Irlanda y ayudar a una campaña de propaganda a favor de los republicanos. Cuando el líder original, George Gilmore, fue herido durante su visita al frente vasco, Ryan tomó el control.
Sin embargo, muchos de los irlandeses que sirvió en el Batallón Británico optó por servir con el Batallón Lincoln, compuesto mayoritariamente por ciudadanos de Estados Unidos. Estos hombres se llamaban a sí mismos la Sección "James Connolly" o Columna Connolly.
A ellos no les gustó la actitud de uno de los oficiales superiores británicos y algunos eran presuntos miembros del Black and Tans.
Ryan fue arrestado después de protestar que sus hombres no deberían haberse dividido. Más tarde fue liberado cuando los delegados del Batallón Británico intervenieron. Fue un activo valioso y se le utilizaba a menudo con fines de propaganda en las transmisiones de radio de Madrid y en los periódicos. Participó en la Batalla del Jarama, donde las bajas irlandesas fueron muy numerosas. Sus acciones durante esa batalla, junto con otros incluyendo a Kit Conway y al escocés Jock Cunningham, ayudaron a asegurar que Madrid no fuese rodeada.

## Prisión y muerte
Ryan fue herido en marzo de 1937 y regresó a Irlanda. Por ahora se creía que la República Española no podía ganar. Volvió al servicio activo en España y comenzó a organizar la repatriación de sus hombres, tratando de mantener con vida el mayor número como era posible.
En 1938, mientras estaba luchando en Calaceite, fue detenido y encarcelado por las tropas sublevadas y condenado a muerte. Fue encarcelado en el campo de concentración de San Pedro de Cardeña. Para mantener la moral, organizó y dirigió a los demás presos. La intervención del Gobierno irlandés aseguró que no fuera ejecutado. 
Permaneció en prisión hasta 1940, cuando fue conducido a la frontera con Francia y puesto bajo custodia de la Alemania nazi. Durante la Segunda Guerra Mundial fue detenido por la Gestapo. Junto con el jefe del IRA Sean Russell, Ryan estaba en un submarino alemán en ruta a Irlanda. Sin embargo, Russell murió de apendicitis durante el viaje y la misión fue abortada. Murió en las cercanías de la ciudad de Dresde a causa de la pleuresía y neumonía que padecía el 10 de junio de 1944.
En 1963 su tumba fue encontrada en Dresde, ya bajo el gobierno de la República Democrática Alemana. Sus restos fueron llevados de vuelta a Irlanda por los veteranos irlandeses que le habían seguido a España. Fue enterrado en el cementerio de Glasnevin por sus antiguos camaradas.